# 劉妙如
劉妙如（1949年4月10日—），臺灣佛教系新興宗教團體如來宗創始人，本名劉錦隆，於2006年改名劉妙如，出身於新竹縣新埔鎮出身，法號妙禪、妙殿明、行本覺。2004年創立如來宗前，曾師承另一名佛教系新興宗教領袖妙天，妙天稱將其破門。

## 早年
劉妙如本名劉錦隆，年輕時曾做過業務員、直銷、替身演員等工作，也曾追隨氣功師學習氣功，並曾以端坐釘床展示氣功修為，為《中國時報》專文報導。。他曾三度結婚，育有三名子女；第三任妻子姓彭，劉錦隆曾經從政，曾長期為劉邦友的服務處秘書，1986年更以中國國民黨候選人的身分參選桃園縣議會（今桃園市議會）平鎮選區議員，但高票落選，資金也曾出現問題，昔日鄰居稱，劉錦隆斷了政治路後非常挫折，最後失意「一直哭」，競選時，劉錦隆還成立了互助會籌錢，最後卻「倒會」落跑（躲債、逃亡）。

## 拜師妙天
1990年，劉錦隆和第三任妻子一起加入妙天的教團，由於劉錦隆口才甚佳，很快便成為妙天的親信，他負責為妙天販賣靈骨塔塔位，經營有道，妙天為他取了法號「妙殿明」，其妻法號為「妙殿蓮」。劉錦隆當時是妙天門下「禪室」的負責人，並多年參與妙天的禪修活動，為教團招募了不少具高學歷的學生和大學教授，在教團內被奉為典範；他把妙天稱為「佛師」，要求信徒向妙天跪拜，但妙天不以為然，並表示不接受跪拜。
1996年2月，劉錦隆被發現其販賣的靈骨塔金額，比其他地區道場都高，因為各道場收了錢都如數繳交給教團，但劉錦隆所負責的桃竹苗地區收的單價較高，被質疑有些款項可能遭劉錦隆中飽私囊。劉錦隆東窗事發後，開始禁止桃竹苗地區的同修與其他地區同修聯絡，並且要求幹部們嚴密監控，隨時向劉錦隆回報。1996年10月，妙天因「天佛大道院違建事件」，遭檢方調查納骨塔販售案情。當時劉錦隆因身為桃竹苗地區負責人，在桃竹苗地區大量銷售靈骨塔，數量為當時全國最高，故亦遭檢方傳喚調查。經檢方調查發現，劉錦隆個人錄製「被附身」之精神異常人士錄影帶，並播放給當地信眾觀看，最後經檢方認為涉嫌重大，於1997年6月4日正式對劉錦隆及妙天提起詐欺罪之公訴。妙天被指涉及詐騙後，劉錦隆開始與妙天切割並指控妙天。

### 首度宣稱成佛：自封法號「行本覺」
1998年3月，劉錦隆自封法號「行本覺」，宣稱已經「成佛」，並精心策畫了一場記者會，與一些教授、大學生等一同指控妙天。
；但是在同年8月，劉錦隆親自向妙天下跪認錯，承認先前成佛之說只是捏造，妙天便准許劉錦隆復投其門下。

### 復歸妙天門下
爾後，同年8月，劉錦隆承認成佛之說和對妙天禪師的指控皆為不實，他向妙天和妙天信徒們，見證自己毀謗妙天之後患上肺結核、多重器官衰竭 ，醫院發出病危通知，劉錦隆在吐血病重之際，委託其妻緊急聯絡妙天到醫院探視，並央求妙天原諒，妙天到醫院探視，宣稱為劉錦隆加持之後，居然順利康復，劉錦隆回憶說 ：「隔天上午開始他的氣色就好了許多，病情也獲改善，這全都要歸功師父」，妙天與其盡釋前嫌，允許劉錦隆再歸其門下，在劉錦隆復歸後，妙天稱他為「殿明同修」。同年10月，劉錦隆連同3月時指控妙天的大學師生代表召開記者會，澄清先前對妙天的所有指控，表示完全是劉錦隆自己捏造的鬧劇，劉錦隆並在記者會上下跪認錯並感謝妙天師父的原諒。復歸師門後，妙天重用劉錦隆，2000年劉錦隆經營臺南的道場。2003年劉錦隆經營北投的道場。

## 二度宣稱成佛：自創如來宗
2004年中，妙天門下弟子們，紛紛對劉錦隆提出了一些質疑，發覺劉錦隆又出現了類似1998年3月宣稱成佛前的行徑，他在組織帶領上開始出現了對他個人的個人崇拜與英雄主義作風。他愈趨軍事化的管理風格更受質疑。除此之外，北投地區的許多同修陸續舉證他的生活行徑，這些訊息陸續傳回妙天的總會。2004年底，北投地區道場陸續傳出劉錦隆許多偏差行徑，甚囂塵上，有些涉及財務，有些涉及私德，妙天查證後發現確有不妥，並解除其道場負責人職務 ，而後劉錦隆似乎心懷不滿，自行創立佛教如來宗，改名劉妙如，並自稱法號「妙禪師父」、「神」，且取用妙天的思想但否認這些教義是出自妙天，創教後更將高價商品（如妙禪加持佛卡）販賣給信徒。妙禪與妙天決裂後勢如水火，「佛教如來宗」明文規定不收妙天弟子及與妙天有關的民國黨黨員 。
2006年，劉錦隆改名劉妙如，自稱「妙禪師父」、「紫衣大將軍」，創立「如來宗」；根據其官方宣稱，如來宗有超過90,000名信徒，其中將近3,000人並非來自臺灣。如來宗有一套紫色制服，故時常被稱為「紫衣神教」，信徒被稱為「紫衣人」或「紫衫軍」。如來宗官方網站則指，妙禪（劉妙如）在1998年恢復為「大成就明師」，在2004年是「初轉法輪」、正式開始弘法。
2012年，妙天教團本來打算懲戒劉妙如，據說因劉妙如親自求恕，妙天稱給予規勸即可；2014年3月，劉妙如自2004年成立如來宗以來，盜用妙天教義，刻意隱匿師承，並不時詆毀妙天教團、還盜用妙天禪師傳授的手印及禪法，私收弟子、供人跪拜等做法違反了「不可欺師滅祖」、「不可破壞宗譽」、「不可私收弟子」、「不可傷天害理」、「不可邪術騙人」、「不可妖言惑眾」、「不貪嗔癡慢疑」等戒律，遭到妙天教團的紀律委員會將劉妙如逐出宗門。

## 爭議

### 勞斯萊斯供養引關注
- 2017年9月，媒體報導妙禪接受信徒的兩輛勞斯萊斯供養，價值高達新臺幣4000萬元，引起媒體報導與全國關注。並點燃了對於妙禪的後續一連串「舊事起底」。[22]
- 事後更傳出妙禪除了兩輛勞斯萊斯外，更擁有其餘三部價值不斐的名車，一台是賓利的Continental GT，價值約1680萬元；一台是賓士性能超跑SLS AMG，價值約1375萬元；另一台是積架（Jaguar）Daimler Super Eight，價值約600萬元；五輛車合計價值高達7868萬[23]。

### 直銷吸金招攬信徒
- 2017年，如來宗被爆以直銷方式拉攏人入教[24][25]，並以半強迫方式騙信徒繳交會費，曾有民眾告其詐欺，但檢方認為證據不足，給予不起訴處分[24][26]。
- 據傳該組織喜歡以「成功人士」來開分享會，並有一套整理過的話術拉攏會員。[來源請求]

- 元大銀行為該組織推出「如來卡」，除了信徒可透過「如來卡」扣繳每個月1或2千元的「弘法護持金」，元大銀行也會提撥消費金額1％給「佛教如來宗」。[27]

### 藝人靈動爆哭
- 2014年，藝人江淑娜在被妙禪摸頭「加持」後，便出現驚抖爆哭類似靈動的現象，該影片曝光後即受到社會大衆關注[28]。

### 誘騙女大學生性交雙修
- 妙禪被爆料曾對大學女生騙色，該女學生因聽信他的話術，與他進行「子宮頸雙修」而遭誘姦。最後在妙天為他出手調解之下，才沒有被對方告上法院[29]。

### 女友床笫之歡感謝師父網友崩潰
- 一名男性網友公布與女友的通訊軟體對話截圖，投訴篤信妙禪的女友與他床笫之歡時，大喊：「感恩師父」，並向該男網友表示「歡愉是師父給的」，導致網友心情崩潰，貼文求助[30]。

### 插隊看診引起外界譁然
- 報載妙禪曾透過林口長庚醫院榮譽副院長宋永魁用特權插隊，宋永魁從不諱言自己是妙禪信徒，如來宗的《禪行週報》曾刊載宋永魁目睹妙禪救腦中風的病患[31]，但身患糖尿病的妙禪（劉妙如）卻靠特權和關說插隊看病，網友評論說：妙禪去醫院看糖尿病、腎臟科，不是有神力？怎不自己治就好？竟然還用特權插隊，枉顧其他病患的權益[32][33]。

### 前紫衣人說妙禪曾爆粗口「王八蛋」
一名曾是妙禪弟子的網友說，有次聽到師父脫口飆罵三字經「王八蛋」，讓他徹底看清事實，他印象最深的一次是參加如來正法班時，師父非常生氣，竟脫口而出「王八蛋」，當下被師父嚇到，試想「有哪一尊佛會爆粗口說出那種句子……？有點顛覆了我的認知」，一直到這次的勞斯萊斯事件，他才徹底被打醒 。

### 被指害人延誤治療
一名網友怒訴，自己與媽媽都是妙禪信徒，每個月繳2000元護持金，參加法會回家後，媽媽興奮說，去上廁所時，排出「深黑色」的大便，認為是師父幫她清除業力，網友驚覺不對勁，沒想到媽媽去醫院檢查竟罹患「大腸癌二期」；該網友便感概千萬不可說神力可幫助人治病，不僅恐害人延誤治療，甚至會鬧出人命 。

### 電梯內拉扯女信徒頭髮
2017年11月23日晚間10時41分，妙禪疑似因為不滿愛車沾到地下停車場的漏水，在電梯內抬頭像在檢查攝影機的位置後，用力拉扯一名女信徒的頭髮來洩恨。

## 外部連結
- 官方网站 （页面存档备份，存于）
- 佛教如來宗的Facebook專頁